# Билль о религиозной свободе

Билль о религиозной свободе (англ. Virginia Statute on Religious Freedom) — законодательный акт штата Вирджиния, принятый Генеральной Ассамблеей штата в 1786 году, декларирующий свободу совести ещё до принятия Первой поправки к Конституции США. Билль был написан Томасом Джефферсоном в 1777 году, однако представлен Ассамблее только в 1779 году. Закон был окончательно принят Ассамблеей 16 января 1786 году.
Билль о религиозной свободе — одно из трёх достижений Джефферсона, представленных в его эпитафии.